# 江子一
江子一（489年—548年），字符贞，济阳考城人（今河南省民权县东）。
父江法成，天监中期官至奉朝请。生于齐武帝永明七年（489年），少時好学，有志操。因家貧，一生以蔬食為主。起家王国侍郎，奉朝请。曾求观书秘阁，得到皇帝允許，有敕直华林省。卒于梁武帝太清二年（548年），年六十岁。

## 延伸阅读
[在维基数据编辑]
 《梁書·卷43》，出自姚思廉《梁書》
 《南史·卷64》，出自李延壽《南史》